# バージニア州出身の人物一覧
この一覧はバージニア州出身の著名人についての記事を姓の50音順に配列したものである。
| 目次 | 目次 | 目次 | 目次 | 目次 | 目次 | 目次 | 目次 | 目次 | 目次 | 目次 |
| ---- | ---- | ---- | ---- | ---- | ---- | ---- | ---- | ---- | ---- | ---- |
| わ   | ら   | や   | ま   | は   |      | な   | た   | さ   | か   | あ   |
|      | り   |      | み   | ひ   |      | に   | ち   | し   | き   | い   |
| を   | る   | ゆ   | む   | ふ   |      | ぬ   | つ   | す   | く   | う   |
|      | れ   |      | め   | へ   |      | ね   | て   | せ   | け   | え   |
| ん   | ろ   | よ   | も   | ほ   |      | の   | と   | そ   | こ   | お   |

## あ行

### あ
- デヴィッド・アークエット - 俳優
- エレン・アーサー - アメリカ合衆国大統領夫人
- アレン・アイバーソン - バスケットボール選手
- アーサー・アッシュ - テニス選手
- B.J.アップトン - 野球選手
- ジャスティン・アップトン - 野球選手。B.J.アップトンの弟
- スティーヴ・アール - オルタナ・カントリー音楽家

### い
- モージズ・イジーキエル - 彫刻家
- ブランドン・インジ - 野球選手

### う
- リッキー・ヴァン・シェルトン - カントリー音楽家
- ダレル・ウィットモア - 野球選手
- マイケル・ヴィック - フットボール選手
- スタン・ウィンストン - SFXデザイナー
- ファレル・ウィリアムス - 歌手・音楽プロデューサー
- ウッドロウ・ウィルソン - 第28代アメリカ合衆国大統領
- ジャッド・ウィルソン - 野球選手 (アメリカ野球殿堂表彰者)
- トニー・ウォマック - 野球選手
- ヴィクター・ウッテン - ベーシスト
- トム・ウルフ - 作家・ジャーナリスト
- スキート・ウールリッチ - 俳優
- パーネル・ウィテカー - プロボクサー

### え
- ミッシー・エリオット - フィメールラッパー兼プロデューサー

## か行

### か
- カーター・ファミリー - カントリー音楽グループ
- マイケル・カダイアー - 野球選手
- グラント・ガスティン - 俳優

### き
- ショーン・キャンプ - 野球選手
- ヘンリー・キング - 映画監督

### く
- ジョージ・ロジャース・クラーク - アメリカ独立戦争時代の軍人
- ウィリアム・クラーク - アメリカ独立戦争時代の軍人、探検家
- ロイ・クラーク - カントリー音楽家
- パッツィ・クライン - カントリー歌手
- ダグ・クリーク - 野球選手
- ライアン・グリン - 野球選手
- エライジャ・クレイグ - 牧師、バーボン・ウイスキーを最初に製造したといわれる

### こ
- ジョゼフ・コットン - 俳優
- スチュアート・コープランド - 音楽家。英国へ移住
- ケイティ・コーリック - ニュースキャスター

## さ行

### さ
- ラルフ・サンプソン - バスケットボール選手

### し
- ラリー・シーツ - 野球選手
- トーマス・ジェファーソン - 第3代アメリカ合衆国大統領
- ストーンウォール・ジャクソン - 南北戦争時代の南軍の軍人
- レイチェル・ジャクソン - アメリカ合衆国大統領夫人

### す
- ジョージ・C・スコット - 俳優
- ランドルフ・スコット - 俳優
- アンドリュー・テーラー・スティル - 医師、オステオパシーの創始者
- ジョー・スミス - バスケットボール選手
- ブルース・スミス - アメリカンフットボール選手
- ロニー・リストン・スミス - ピアニスト

### そ
- ジョー・ソーンダース - 野球選手

## た行

### た
- ジョン・タイラー - 第10代アメリカ合衆国大統領
- レイ・ダンドリッジ - 野球選手 (アメリカ野球殿堂表彰者)

### て
- ティンバランド - 音楽プロデューサー、ミュージシャン
- レオン・デイ - 野球選手 (アメリカ野球殿堂表彰者)
- ディアンジェロ - 歌手
- ザカリー・テイラー - 第12代アメリカ合衆国大統領
- ローレンス・テイラー - アメリカンフットボール選手 (プロフットボール殿堂表彰者)

## な行

### に
- ウェイン・ニュートン - 歌手。エンターテイナー
- ジョニー・ニューマン - バスケットボール選手

## は行

### は
- アダム・バーチ - プロレスラー
- ジャスティン・バーランダー - 野球選手
- ヒラリー・ハーン - ヴァイオリニスト
- デニー・ハムリン - レーシングドライバー
- ウィリアム・ハリソン - 第9代アメリカ合衆国大統領

### ふ
- エラ・フィッツジェラルド - R&B歌手
- クリス・ブラウン - 歌手
- ルース・ブラウン - R&B歌手
- リチャード・ブランド - バージニア植民地の政治家
- サンドラ・ブロック - 俳優

### へ
- ウォーレン・ベイティ - 俳優・映画監督
- ウィリアム・ベックネル - サンタフェ・トレイルを開いた運び屋
- パトリック・ヘンリー - 弁護士・政治家。前身のバージニア植民地出身。

### ほ
- ポカホンタス - ポウハタン族の女性
- マイク・ホルツ - 野球選手
- ブルース・ホーンスビー - ロック音楽家

## ま行

### ま
- シャーリー・マクレーン - 俳優
- フランセナ・マッコロリー - 陸上競技選手
- ジェームズ・マディソン - 第4代アメリカ合衆国大統領
- イリア・マリニン - フィギュアスケート選手
- メイ・マレー - 俳優
- ダーモット・マローニー - 俳優
- モーゼス・マローン - バスケットボール選手
- アンブローズ・ダッドリー・マン - 政治家・外交官。初代アメリカ合衆国国務次官補およびアメリカ連合国弁務官
- エイミー・マン - ロック音楽家
- サリー・マン - 写真家
- マグナムTA - プロレスラー

### み
- ヒース・ミラー - アメリカンフットボール選手

### め
- ジョージ・メイソン (3世) - バージニア植民地代議会議員
- ジョージ・メイソン (4世) - 政治家。バージニア権利章典を起草。

### も
- アロンゾ・モーニング - バスケットボール選手
- マシュー・フォンテーン・モーリー - 海洋学者・海洋気象学者
- ジェームズ・モンロー - 第5代アメリカ合衆国大統領

## ら行

### ら
- デビッド・ライト - 野球選手
- ペイトン・ランドルフ - アメリカ植民地時代の初代大陸会議議長

### り
- ジェイク・E・リー - ギタリスト
- ヘンリー・リー (3世) - アメリカ独立戦争中の大陸軍騎兵士官。ロバート・E・リーの父。
- リチャード・ヘンリー・リー - 政治家。「リー決議案」を大陸会議に提出。
- ロバート・E・リー - 南北戦争時代の軍人
- エッパ・リクシー - 野球選手 (アメリカ野球殿堂表彰者)
- マシュー・リッジウェイ - 連合国軍最高司令官総司令部第2代総司令官
- シェルビー・リン - 音楽家

### る
- メリウェザー・ルイス - アメリカ独立戦争時代の軍人・探検家

### れ
- フィル・レフトウィッチ - 野球選手

### ろ
- ロブ・ロウ - 俳優・映画監督
- パット・ロバートソン - テレビ伝道者

## わ行

### わ
- ビリー・ワグナー - 野球選手
- ウィリアム・ワシントン - アメリカ独立戦争時代の軍人
- ジョージ・ワシントン - 初代アメリカ合衆国大統領
- ブッカー・T・ワシントン - 作家・教育者
- マーサ・ワシントン - 初代アメリカ合衆国大統領ジョージ・ワシントンの妻